# Test MOT
Le test MOT (Ministry of Transport, ou simplement MOT) est un test annuel de sécurité des véhicules, de contrôle technique et d'émissions d'échappement requis au Royaume-Uni pour la plupart des véhicules de plus de trois ans. En Irlande du Nord, l'exigence équivalente s'applique après quatre ans. L'exigence ne s'applique pas aux véhicules utilisés uniquement sur diverses petites îles sans connexion pratique « à une route dans n'importe quelle partie de la Grande-Bretagne » ; aucune exemption similaire n'est répertoriée au début de 2014 pour l'Irlande du Nord, qui a une seule île habitée, Rathlin. Le test MOT a été introduit pour la première fois en 1960 en tant que quelques tests de base d'un véhicule et couvre maintenant 20 pièces ou systèmes différents sur ou dans la voiture.
Le nom dérive du ministère des Transports, un ancien département gouvernemental, qui était l'un des nombreux ancêtres de l'actuel ministère des Transports, mais est toujours officiellement utilisé. Les certificats de test MOT sont actuellement délivrés en Grande-Bretagne sous les auspices de la Driver and Vehicle Standards Agency (DVSA) (formée à la suite de la fusion entre la Driving Standards Agency (DSA) et la Vehicle and Operator Services Agency (VOSA)), agence exécutive du ministère des Transports, et avant le 1er avril 2014 par VOSA. Les certificats en Irlande du Nord sont délivrés par la Driver and Vehicle Agency (DVA). Le test et le certificat de réussite sont souvent simplement appelés « MOT ».
Plus de 23 500 garages de réparation automobile locaux en Angleterre, en Écosse et au Pays de Galles, employant plus de 65 800 testeurs, sont autorisés à effectuer des tests et à délivrer des certificats. En principe, toute personne physique en Grande-Bretagne peut demander à exploiter une station MOT, bien que pour obtenir une autorisation de la DVSA, la personne souhaitant exploiter la station, ainsi que les locaux, doivent répondre à des critères minimaux énoncés sur le site Web du gouvernement dans le formulaire dit VT01.
En Irlande du Nord, les tests sont effectués exclusivement dans les propres centres de test de la DVA, bien qu'il existe actuellement un projet ouvert visant à aligner l'Irlande du Nord sur le reste du Royaume-Uni.

## Histoire
Le test MOT a été introduit pour la première fois sur une base volontaire le 12 septembre 1960 sous la direction du ministre des Transports de l'époque, Ernest Marples,, en vertu des pouvoirs du Road Traffic Act 1956. Le test était à l'origine un test de base y compris le contrôle des freins, des feux et de la direction qui devait être effectué après l'âge de dix ans du véhicule et tous les ans par la suite. Cela est devenu connu sous le nom de « test de dix ans », ou encore le « test du ministère des Transports ». Des frais sont applicables au test et le montant impliqué pour une voiture lorsque les tests ont été introduits pour la première fois en 1960 était de quatorze shillings (70 nouveaux pence (décimaux)) plus un shilling (5 nouveaux pence) pour le certificat. La période volontaire a pris fin le 15 février 1961 et le taux d'échec élevé des tests a entraîné la réduction de l'âge auquel les véhicules devaient être soumis aux tests à sept ans le 31 décembre 1961. En 1962, le premier examen de véhicule utilitaire a été créé et un certificat valide était requis pour recevoir un disque fiscal, et en avril 1967, l'âge d'examen pour un contrôle technique a été réduit à trois ans. Au 1er janvier 1983, l'âge testable pour les ambulances, les taxis et les véhicules de plus de huit sièges passagers ; hors conducteur, a été ramené à un an.
La liste des éléments testés a été continuellement élargie au fil des ans, notamment :
- 1968 – un contrôle des pneus
- 1977 - contrôles des essuie-glaces et lave-glaces, clignotants, feux stop, avertisseurs, système d'échappement et état de la structure de la carrosserie et du châssis
- 1991 - contrôles du test d'émissions pour les véhicules à moteur à essence, ainsi que des contrôles du système de freinage antiblocage, des roulements des roues arrière, de la direction des roues arrière (le cas échéant) et des ceintures de sécurité arrière
- 1992 - une exigence de profondeur de bande de roulement plus stricte pour la plupart des véhicules
- 1994 - un contrôle des émissions pour les véhicules à moteur Diesel
- 2005 - introduction d'un système d'administration informatisé pour la délivrance de certificats de test non sécurisés et création de la « baie de test automatisée » qui se distingue des tests traditionnels par l'installation d'équipements dans la baie pour éviter le besoin d'un assistant de testeur pendant le test
- 2012 – vérifications des systèmes de retenue secondaires, de la batterie et du câblage, du correcteur électronique de trajectoire (ESC), des compteurs de vitesse et des antivols de direction.